# Manfred Weihmann
Manfred Weihmann (* 16. April 1938 in Halle (Saale); † 24. März 2006 in Berlin-Hellersdorf) war Verwaltungsleiter Rückwärtige Dienste (VRD) im Ministerium für Staatssicherheit.

## Leben
Manfred Weihmann wurde 1938 in Halle an der Saale geboren. Sein Vater arbeitete als Schriftsetzer, seine Mutter als Schneiderin. Nach dem Besuch der Volksschule absolvierte Weihmann ab 1952 eine Lehre zum Hauer und war als solcher bis 1956 tätig. 1954 trat er der SED bei. 1956 fand er eine Anstellung beim MfS in der Kreisdienststelle (KD) Halle-Saale-Kreis und absolvierte einen Zweijahreslehrgang an der Hochschule des Ministeriums für Staatssicherheit in Potsdam-Eiche. Im Anschluss wechselte er 1958 zur KD Bitterfeld und 1961 zur KD Merseburg. 1966 wurde er Abteilung XVIII (Volkswirtschaft) der Bezirksverwaltung (BV) Halle versetzt. Dort wurde er 1969 zunächst stellvertretender Leiter, ehe man ihn 1971 als persönlichen Beauftragten des Leiters der Abteilung Verwaltung Rückwärtige Dienste (VRD) zum MfS nach Berlin versetzte. Ein sechsjähriges Fernstudium an der Hochschule des Ministeriums für Staatssicherheit schloss er 1972 als Diplom-Jurist mit einer Kollektivdissertation zum Thema Die Arbeitsweise des Bereiches Innere Sicherung in den Operativgruppen der Linie XVIII des Bezirkes Halle zur Gewährleistung der Sicherung und des Schutzes von wachstumsbestimmenden Aufgaben und Prozessen in der Volkswirtschaft ab. 1974 wurde er stellvertretender Leiter der VRD und 1980 zum Oberst befördert. 1989 übernahm er die Leitung der VRD, wurde jedoch im Rahmen der friedlichen Revolution in der DDR im Dezember 1989 wieder von seiner Funktion entbunden und im Januar 1990 entlassen. Später war er als Zeuge in einem Prozess um ungeklärte Fragen zu ehemaligem MfS-Besitz geladen.